# Pour une poignée de dollars
Série Trilogie du dollar
Et pour quelques dollars de plus
(1965)
Pour plus de détails, voir Fiche technique et Distribution.
Pour une poignée de dollars (Per un pugno di dollari) est un western spaghetti réalisé par Sergio Leone, sorti en 1964 avec Clint Eastwood.
Ce film est le premier volet de la Trilogie du dollar de Sergio Leone, qui comprend également Et pour quelques dollars de plus (Per qualche dollaro in più, 1965) et Le Bon, la Brute et le Truand (Il buono, il brutto, il cattivo, 1966). C'est un remake du Garde du corps (Yōjimbō, 1961), un chanbara réalisé par Akira Kurosawa.

## Synopsis

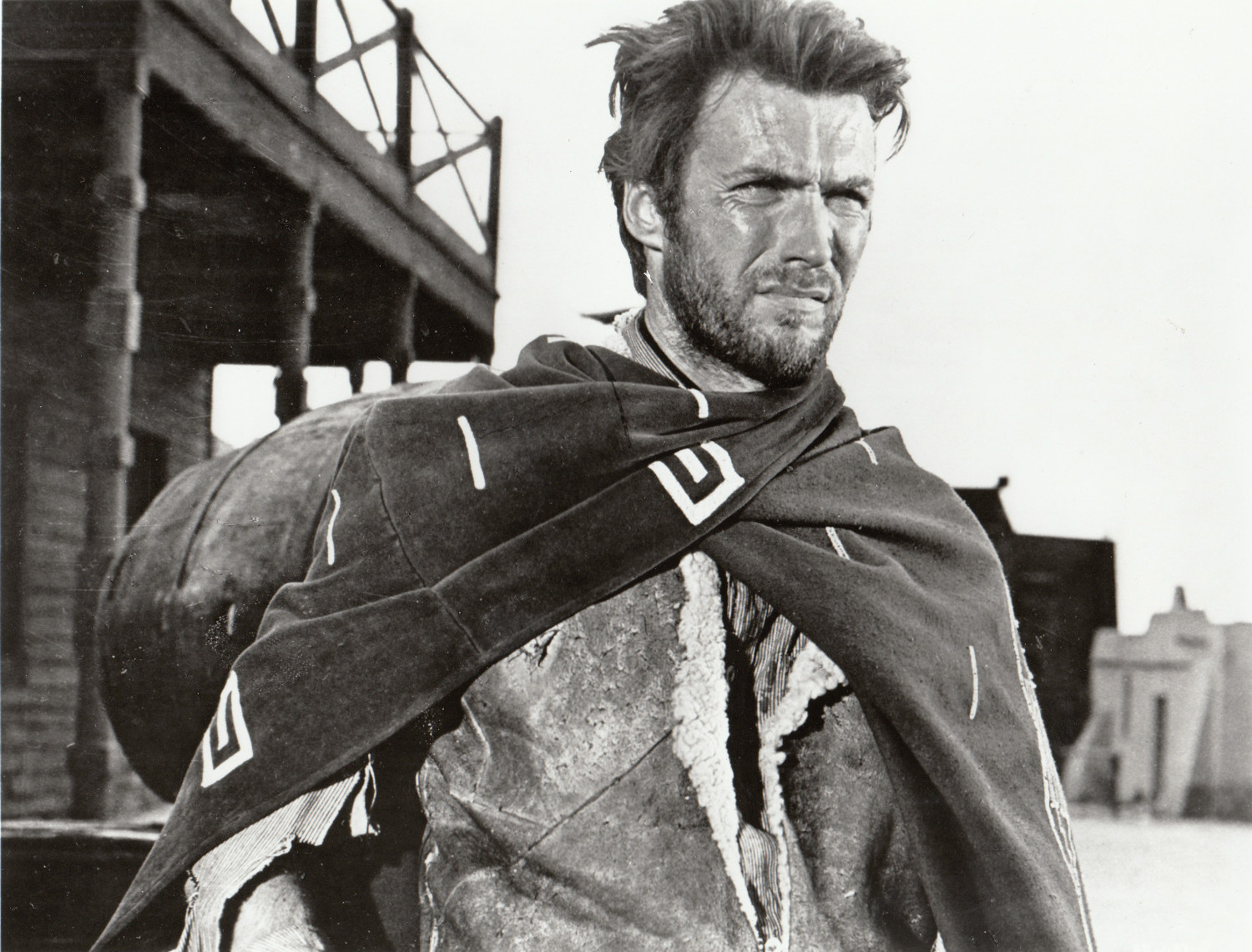
Clint Eastwood - l'Etranger dans une scène du film.

Un anonyme étranger (Clint Eastwood) arrive monté sur un petit cheval à San Miguel, une petite bourgade mexicaine, proche de la frontière avec les États-Unis. Il observe d'abord d'un air indifférent un gamin et son père se faire rosser par des brutes du village, puis il se dirige vers le centre du village. Le sonneur de cloche lui indique qu'ici on devient riche ou on meurt. Peu après, trois hommes rassemblés s'amusent à tirer sur le sol entre les pattes de son cheval effrayé. L'étranger entre alors dans une auberge minable où l'aubergiste lui sert un repas et lui conseille ensuite de partir, lui expliquant que ce village est un cimetière. Entre-temps, l'étranger aperçoit le croque-mort barbu et joyeux chantant en préparant des cercueils et clouant les planches.
Il apprend ensuite de l'aubergiste que deux clans se disputent le pouvoir dans cette bourgade : la famille du Shérif, les Baxter, originaires du Texas, qui font en secret du trafic d'armes, et la famille des Rodos (Rojos en VO) qui font du trafic d'alcool.
L'étranger se trouve face aux hommes qui avaient tiré sur son cheval, et provoque le chef du clan, John Baxter, en l'interpellant. Ayant vu l'étranger exécuter les hommes de Baxter, Don Benito Rodos l'engage en lui donnant une poignée de dollars. L'étranger entend une dispute entre Don Benito et son frère Esteban, qui lui reproche d'avoir donné trop de billets et lui propose de supprimer l'étranger d'une balle dans le dos. Il aperçoit plusieurs fois derrière une fenêtre de la résidence des Rodos une belle et mystérieuse femme,  Marisol.
Le lendemain, un convoi comportant une diligence arrive en ville, sous bonne escorte. L'étranger essaie de voir discrètement ce qu'il y a dans la malle mais un garde armé le repousse. Le lendemain matin, il questionne l'aubergiste, mais celui-ci n’a pas obtenu de réponse aux nombreuses questions qu’il a posées au commandant du convoi. Interrogé sur la belle Marisol, l’aubergiste accepte seulement de dire que c'est une femme dont Ramón, le chef des Rodos, est amoureux.
Ils voient alors les soldats s'en aller discrètement. L'étranger enfourche un cheval et les suit, accompagné de l'aubergiste. Ils les retrouvent à la frontière. Le chef du convoi échange une caisse d'or avec un lieutenant nordiste contre des armes. Il s'agit en fait d'une traîtrise : Ramón est caché dans un chariot yankee sous une bâche et surprend tous les Mexicains en tirant avec une mitrailleuse. Les nordistes ont en fait été eux aussi assassinés par les Rodos qui ont mis leurs uniformes pour tromper la bande et récupérer l'argent. Ramón abat froidement un dernier survivant qui tentait de s'enfuir à cheval.
L'étranger retrouve Ramón au village et le félicite. Ramón feint de vouloir la paix et lui annonce qu'il a invité les Baxter à dîner pour arrêter les tueries entre les deux clans. L'étranger répond ironiquement qu'il ne connaît pas la paix, et refuse de participer au repas pour éviter les disputes qu'il pourrait créer à cause des quatre hommes des Baxter qu'il a tués. Ramón déclare alors à ses hommes qu'il faut se méfier de l'étranger qui a l'air un peu trop malin à son goût. Il leur explique ensuite pourquoi il arrête les hostilités pour le moment : il ne veut pas être soupçonné du massacre du Rio Bravo, mais précise que sitôt l'enquête terminée, la famille Rodos éliminera les Baxter.
Une nouvelle fois, l'aubergiste recommande à l'étranger de partir. Mais celui-ci va au contraire chercher deux cadavres en uniforme au bord du fleuve, aidé du croque-mort. Pendant ce temps, les Baxter, méfiants, se rendent à l'invitation de Ramón.
L'étranger ramène avec l'aubergiste deux morts au cimetière et les appuie sur une tombe pour jouer une mise en scène. Les Baxter rentrent chez eux. Alors que la femme de leur chef va se coucher, elle est abordée par l'étranger qui lui raconte qu'il existe deux survivants du massacre dans le cimetière et qu'ils pourront témoigner contre Ramón. Les Baxter se précipitent au cimetière, bientôt suivis par les Rodos, eux aussi prévenus par l'étranger, qui est rémunéré 500 dollars par chaque famille pour ses renseignements. Les deux clans se retrouvent au cimetière où une nouvelle fusillade éclate, Ramón semblant tuer les supposés survivants et Esteban capturant Antonio Baxter.
L'étranger apprend de l’aubergiste que Ramón a accusé Julio de tricher lors d'un jeu de cartes et a fait prisonnière Marisol, la forçant à vivre avec lui. Cette nuit-là, alors que les Rodos fêtent leur victoire, l'étranger sort et va libérer Marisol, tirant sur ses gardes et détruisant la maison dans laquelle elle était détenue pour créer l'apparence d'une attaque des Baxter. Il donne de l'argent à Marisol, l'exhortant ainsi que sa famille à quitter la ville.
Lorsque les Rodos découvrent que l'étranger a libéré la belle Marisol, ils le capturent, le frappent et le torturent ; bien que sérieusement blessé, il parvient à leur échapper en rampant dans la poussière pour se cacher sous les baraquements du village. Croyant qu'il est protégé par les Baxter, les Rodos mettent le feu à leur maison et les massacrent alors qu'ils sortent un par un en fuyant le bâtiment. Après avoir prétendu qu'il épargnerait leur vie, Ramón tue froidement John et Antonio Baxter. Leur mère, Consuelo, apparaissant dans la fumée de la tuerie et trouvant sa famille morte, maudit les Rodos en les insultant pour avoir tué des hommes non armés. Elle est alors froidement abattue par Esteban.
Avec l'aide de Piripero, le fabricant de cercueils, l'étranger blessé s'échappe du village en se cachant dans un cercueil posé sur un chariot tracté par un cheval. Caché, dans une mine voisine du village, soigné et convalescent, il reçoit la visite de Piripero qui lui apprend que Silvanito l'aubergiste a été capturé et est torturé par les Rodos pour obtenir des informations à son sujet. Revigoré, mais encore convalescent, il retourne alors au village pour les affronter, en apparaissant derrière un rideau de fumée après une forte explosion, en faisant face aux Rodos. Avec une simple plaque d'acier servant de plastron astucieusement pendue à son cou et cachée sous son poncho, il nargue Ramón qui lui tire dessus et « vise le cœur » tandis que les balles rebondissent, jusqu'à ce que Ramón épuise les munitions de sa Winchester.
L'étranger vise et arrache d'une balle le fusil de Ramón, puis tue en rafale Don Miguel, Rubio et les autres hommes de main qui se tiennent à proximité. Il utilise ensuite la dernière balle de son arme pour libérer Silvanito, qui est suspendu à une corde par les mains, en coupant celle-ci. Après avoir défié Ramón de recharger son fusil plus vite qu'il ne peut recharger son propre revolver, l'étranger tue finalement Ramón. Esteban Rodos vise le dos de l'étranger depuis le balcon d'un bâtiment voisin, mais il est abattu par Silvanito qui s'est relevé armé d'un fusil. L'étranger fait ses adieux à Silvanito et Piripero et part en s'éloignant — dans le dernier plan du film —.

### Thème
Deux familles rivales, les Baxter et les Rodos (Rojos en VO), riches et puissantes grâce au trafic d’armes et d’alcool, se disputent la suprématie et la mainmise sur le village. Entre en scène un inconnu, « l’étranger » (l'homme sans nom, néanmoins appelé Joe par Peripero à plusieurs reprises, campé par Clint Eastwood), qui va attiser cette guerre et provoquer la zizanie entre les deux clans afin de leur soutirer le plus d’argent possible en leur servant tour à tour d’informateur. Au-delà de l’appât du gain mis en avant, l’histoire confère au héros la dimension d’un défenseur du faible et de l’opprimé, qui préfère à toute chose le bien et la justice — notamment lorsqu’il permet à Marisol, séquestrée par le clan Rodos, de rejoindre son époux et son fils pleurant en permanence, déchirés par cette séparation.

## Fiche technique
Sauf indication contraire, les informations mentionnées dans cette section peuvent être confirmées par la base de données cinématographiques IMDb,  présente dans la section « Liens externes ».
- Titre original : Per un pugno di dollari
- Titre de travail :  Il magnifico straniero (Le Magnifique Étranger)[1]
- Titre en français : Pour une poignée de dollars
- Titre anglais : A Fistful of Dollars
- Réalisation : Sergio Leone (alias Bob Robertson) assisté de Tonino Valerii, Franco Giraldi et Mario Caiano (non crédité)
- Scénario : Sergio Leone, Fulvio Morsella, Luciano Vincenzoni, Duccio Tessari, Fernando Di Leo
- Musique : Dan Savio alias Ennio Morricone
- Photographie : Massimo Dallamano
- Montage : Roberto Cinquini, Alfonso Santacana
- Direction artistique : Carlo Simi
- Production : Arrigo Colombo, Giorgio Papi
- Société de distribution : United Artists
- Budget : 200 000 dollars (estimation)
- Pays d'origine :  Italie
- Langue (en post-production) : italien, espagnol
- Format : Couleur (Technicolor) - 35 mm (Techniscope) - son monophonique
- Genre : western spaghetti
- Durée : 100 minutes[2]
- Dates de sortie :
  - Italie : 12 septembre 1964
  - France : 16 mars 1966
  - États-Unis : 18 janvier 1967
  - Royaume-Uni : 11 juin 1967
- Film tous publics lors de sa sortie en salles en France
- Affiche : Vanni Tealdi (France)

## Distribution

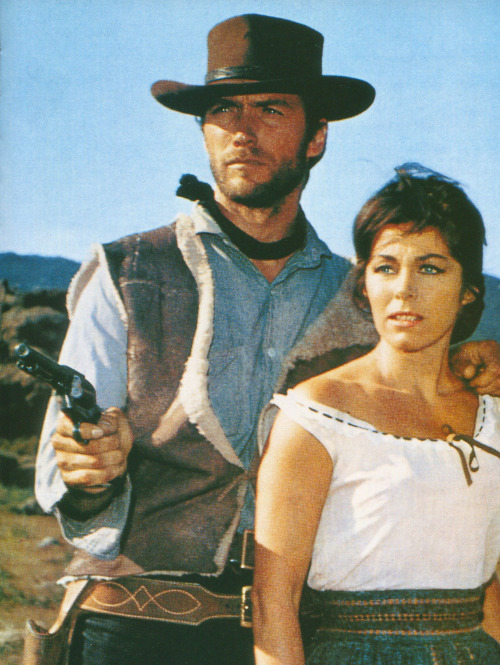
Clint Eastwood et Marianne Koch dans une scène du film.

- Clint Eastwood (VF : Jacques Deschamps) : « L'homme sans nom » (Joe en V.O. et V.F.)
- Gian Maria Volonté (sous le nom de « John Wells »/« Johnny Wels ») (VF : Claude Joseph) : Ramón Rodos (Rojo en V.O.)
- Marianne Koch : Marisol
- Antonio Prieto (VF : Gérard Férat) : Don Miguel Benito Rodos
- Sieghardt Rupp (sous le nom de « S. Rupp ») (VF : Jacques Balutin) : Esteban Rodos
- Wolfgang Lukschy (sous le nom de « W. Lukschy ») (VF : Yves Furet) : John Baxter, le shérif de San Miguel
- José Calvo (VF : Jean Martinelli) : Silvanito, le tavernier
- Joseph Egger (sous le nom de « Joe Edger ») : Peripero, le fabricant de cercueils (Piripero en V.O.)
- Margarita Lozano (VF : Paule Emanuele) : Consuelo Baxter
- Daniel Martín : Julián
- Mario Brega (sous le nom de « Richard Stuyvesant ») (VF : Claude Bertrand) : Chico
- Benito Stefanelli : Rubio (crédité Benny Reeves)
- Bruno Carotenuto (sous le nom de « Carol Brown ») (VF : Gérard Hernandez) : Antonio Baxter
- Aldo Sambrell : Un membre du clan des Rodos
- Lorenzo Robledo : Un membre du clan des Baxter, tué par Joe
- Luis Barboo : Un membre du clan des Baxter, tué par Joe
- Umberto Spadaro : Miguel, membre du clan des Baxter, tué par Joe
- Julio Pérez Tabernero : Un membre du clan des Baxter, tué par Joe
- Frank Braña : Un membre du clan des Baxter
- Antonio Molino Rojo : Un membre du clan des Baxter
- Álvaro de Luna : Un membre du clan des Rodos
- Antonio Moreno (VF : Roger Carel) : Jean de Dieu, le sonneur de cloches (Juan De Dios en V.O.)
- Fernando Sánchez Polack (VF : Jacques Beauchey) : Vincente, membre du clan des Rodos
- Nino Del Arco : Jesus, le fils de Julián et Marisol

Sources et légende : version française (VF) sur Allodoublage

## Production

### Origine du projet
Ce film est une transposition dans le monde du western du film Le Garde du corps (Yojimbo, 1961) d’Akira Kurosawa. Mais les producteurs négligent d'en négocier les droits pour le monde entier, n'imaginant pas le succès international de Pour une poignée de dollars. Un procès s'ensuit, qui retarde la distribution aux États-Unis à l'année 1967 et accorde les droits du film à Kurosawa pour son exploitation dans tout l'Extrême-Orient où le film a eu un énorme succès, ainsi qu'une partie des profits dans le monde entier. Une dizaine d’années plus tard, Leone reconnaît s’en être largement « inspiré sans aucun complexe ». Il déclare à un journaliste : « J’ai vu un film de Kurosawa : Yojimbo. On ne peut pas dire que c’était un chef-d’œuvre. Il s’agissait d’un démarquage de La Moisson rouge de Dashiell Hammett. Pourtant, le thème me plaisait : un homme arrive dans une ville où deux bandes rivales se font la guerre. Il se place entre les deux camps pour démolir chaque gang. J’ai songé qu’il fallait replacer cette histoire dans son pays d’origine : l’Amérique. Le film de Kurosawa se passait au Japon. En faire un western permettait de retrouver le sens de l’épopée. Et comme ce récit s’inspirait également d’Arlequin serviteur de deux maîtres de Goldoni, je n’avais aucun complexe d’être italien pour opérer cette transplantation. »

### Choix des interprètes
Sergio Leone avait d'abord souhaité confier le rôle principal à une vedette hollywoodienne ; le rôle fut donc proposé à Henry Fonda, James Coburn et Charles Bronson, mais ceux-ci étaient trop chers pour le budget du film,. La production se tourna alors vers Richard Harrison, un acteur américain installé en Italie et spécialisé à l'époque dans les péplums, qui refusa à son tour. Les producteurs, ayant à leur disposition une liste d'acteurs américains inconnus en Europe, sollicitèrent plus tard l'avis de Richard Harrison. Il leur suggéra d'engager Clint Eastwood, alors acteur dans la série Rawhide, parce qu'il savait monter à cheval,.

## Autour du film
Sergio Leone signe le film sous le pseudonyme de Bob Robertson, en hommage à son père Vincenzo Leone, qui prit en son temps celui de Roberto Roberti.

## Erreur
La scène du massacre des soldats mexicains par Ramón montre une mitrailleuse dont les canons sont montés comme sur la Montigny (à action manuelle). Or le tireur semble l'utiliser comme une Maxim (arme réellement automatique). On peut également voir la même mitrailleuse dans le film Django (1966) de Sergio Corbucci.

## Accueil

### Accueil critique
En 1966, le film fut particulièrement mal accueilli par la critique française. Les Cahiers du cinéma écrivent sous la plume de Jacques Bontemps : « Nettement supérieur à tous les autres westerns européens, ce qui ne signifie pas, tant s’en faut, que cela présente le moindre intérêt. » La revue Positif pousse des exclamations : « Quel désert, quelle nullité ! ». Télérama parle d'un film « où l’on met l’accent sur le doigt qui prend plaisir à appuyer sur la détente et à tuer ». Quant à Samuel Lachize dans L'Humanité, il écrit : « Ce n'est pas du cinéma, mais de la pacotille, mais ça brille, brille, brille. » Ce n'est qu'après le succès du film Le Bon, la Brute et le Truand que les critiques réviseront leurs jugements.[réf. nécessaire]

### Box office
Le film enregistre 14 797 275 entrées soit 3 182 000 000 lires (environ 1 643 365,85 €), ce qui le place 2e au box-office Italie 1964-1965. En France, le film totalise 4 383 331 de spectateurs.

### Distinction
Le film clôture le festival de Cannes 2014.

## Copie restaurée
Les informations mentionnées dans cette section proviennent du générique d’ouverture.
D’après le générique, la restauration a été réalisée par la Cinémathèque de Bologne et Unidis Jolly Film au laboratoire de L’Immagine Ritrovata. Elle a été financée par le Hollywood Foreign Press Association et The Film Foundation.
L’image a été restaurée à partir du négatif original obtenu avec une caméra Techniscope, déposé aux archives de la Cinémathèque de Bologne par la société Unidis Jolly Film SRL. Le directeur de la photographie Ennio Guarnieri a supervisé la correction des couleurs et une impression en Technicolor de 1965 a été utilisée comme référence.
La musique a été remastérisée à partir de deux séries de bandes magnétiques sonores originales de 35 mm et 16 mm.
Le mixage final comprend ces deux séries de bandes magnétiques de musique et d’effets sonores, ainsi que deux ensembles de films négatifs anglais appartenant à Unidis Jolly Film SRL.
Les bandes magnétiques ont été déposées par la MGM chez Deluxe (en) à Los Angeles.
Les génériques d’ouverture et de fin ont été restaurés à partir d’un interpositif combiné de première génération appartenant à Unidis Jolly Film SRL.
La restauration a été achevée en 2014.

## Éditions en vidéo

### Version française longtemps indisponible en DVD
En France, le film a été exploité avec une version post-synchronisée par la Société Parisienne de Sonorisation (voix du personnage principal par Jacques Deschamps), dont les droits sont détenus par une société française propriétaire de la VF d’origine (les crédits au générique du film indiquent la société Record Film sous la direction artistique de Martine et Gérard Cohen). Les différentes propositions du producteur – la société allemande Constantin Film (groupe Kratz) – auraient été refusées jusqu’en 2010, bloquant ainsi toute réutilisation. Depuis le milieu des années 1990, l’édition en DVD comprenant la VF a donc été compromise. Pourtant, la société Constantin touche régulièrement des redevances lorsque le film est diffusé sur les chaînes françaises ou francophones. Il existe une ancienne édition VF en VHS Sécam du film, mais il faut attendre 2010 pour voir le film publié en DVD, y compris dans la zone 1 (il existait uniquement une version américaine sous-titrée).